# Sacajawea
Sacajawea (1788-1812) var en shoshoneindianska som 1804-05 deltog i Lewis och Clarks expedition

## Liv
Sacajawea var syster till Lemhi-shoshonernas hövding Cameahwait och tillfångatogs som barn av hidatsakrigare, traditionella fiender till shoshonerna. Sacajawea blev i tidiga tonåren köpt av en fransk-kanadensisk pälsjägare, Toussaint Charbonneau (1767-1813) vilken gjorde henne till sin hustru tillsammans med en annan shoshoneflicka. Lewis och Clark anställde Charbonneua som tolk och Sacajawea följde med honom på expeditionen med sin då endast ett par månader gamle son Jean Baptiste.  Sacajawea dog 1812 och William Clark blev förmyndare för hennes två barn.

## Lewis och Clarks expedition
Sacajaweas insatser i expeditionens tjänst har överdrivits och bilden av henne har utsatts för en starkt verklighetsfrånvänd romantisering i flera böcker och på film. Hennes roll var främst att fungera som tolk när man förhandlade med shoshonerna om passage genom deras område och om hästar för att korsa Klippiga bergen.

## Mytbildning
I slutet av 1800-talet uppstod en mytbildning om att Sacajawea skulle ha dött först 1884 på Wind Rivers indianreservat. Myten startade som ett rykte kort efter begravningen av en shoshonekvinna vid namn Pahraivo eller Porivo, som av prästen skall ha uppgivits som identisk med Sacajawea. Denna historia uppsnappades av en författare, specialiserad på kiosklitteratur, som skrev en bok med prästens uppgift som enda sakliga underlag och därmed skapades en myt som lever än idag och upprätthålls inte minst av ättlingar till Cameahwait. En gravsten över den kvinna som identifierades som Sacajawea finns på östshoshonernas begravningsplats i Fort Washakie, Wyoming. Clarks egenhändiga anteckningar från 1825-26 lämnar dock inget rum för tvivel. Han om någon bör ha vetat hur det förhöll sig och enligt honom var Sacajawea död redan då. Efter hennes namn har han kort noterat: dead.

## Övrigt
Asteroiden 2822 Sacajawea är uppkallad efter Sacajawea. Hon finns avbildad på det amerikanska endollar-myntet sedan år 2000.